# 圣热涅多尔特
圣热涅多尔特（法語：Saint-Geniez-d'Olt，法語發音：[sɛ̃ ʒənje dɔlt]，奥尔特河的圣热涅）是法国阿韦龙省的一个旧市镇，属于罗德兹区。

## 地理
圣热涅多尔特（44°27'55"N, 2°58'25"E）面积35.49 平方千米，位于法国奧克西塔尼大區阿韦龙省，该省份为法国南部内陆省份，位于法國中央高原南部，北起顺时针与康塔爾省、洛泽尔省、加尔省、埃罗省、塔恩省、塔恩-加龙省和洛特省接壤。
与圣热涅多尔特接壤的市镇（或旧市镇、城区）包括：欧雷勒-韦尔拉克、拉卡佩勒博南斯、皮埃尔菲什、波迈罗勒、普拉德多布拉克、圣厄拉利多尔特、圣马丹德莱讷、圣萨蒂南德莱讷。
圣热涅多尔特的时区为UTC+01:00、UTC+02:00（夏令时）。

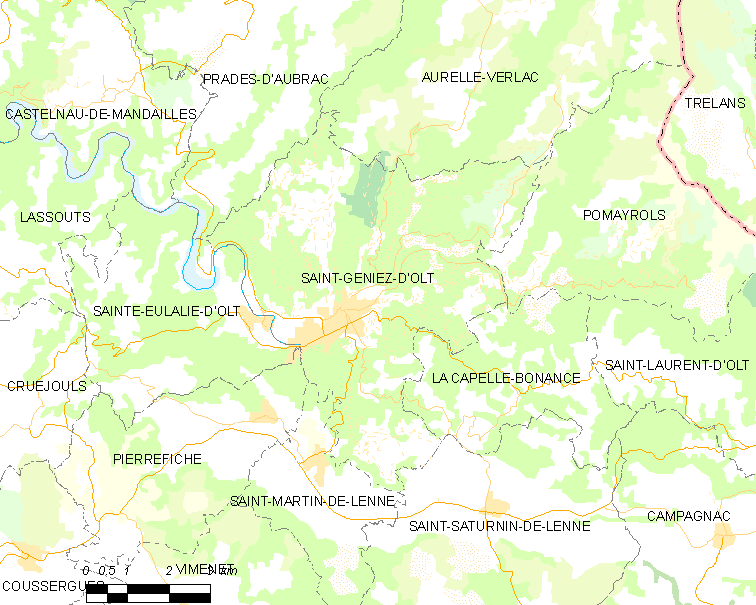
圣热涅多尔特的OSM定位图

## 行政
圣热涅多尔特的邮政编码为12130，INSEE市镇编码为12224。

## 政治
圣热涅多尔特所属的省级选区为洛特-帕朗日县。

## 人口

1962-2008年间圣热涅多尔特人口变化图示

圣热涅多尔特于2018年1月1日时的人口数量为2046人。